# Limitless (アルバム)
『Limitless』（リミットレス）は、2017年1月6日にDreamusから発売された韓国のアイドルグループNCT 127の2枚目のミニ・アルバム。

## 概要
- ジャニーとドヨンがNCT 127として参加した最初のアルバムである。
- 2017年1月5日、タイトル曲「無限的我(무한적아;Limitless)」の「Rough Ver.」と「Performance Ver.」の2種類のミュージックビデオを公開した。
- タイトル曲「無限的我(무한적아;Limitless)」の振り付けはKevin Maherが担当している[4]。
- メンバーのテヨンとマークが収録曲6曲のうち4曲の作詞・作曲に参加した。

## チャート成績・評価
韓国ガオンチャートのアルバムランキングで週間1位を獲得した。
米ビルボードのワールドアルバムチャートで1位を記録した。
iTunes総合アルバムチャートでフィンランド、タイ、シンガポール、インドネシア、ベトナムなど5地域で1位を記録した。またブルネイ、フィリピン、日本、香港、マレーシア、ペルー、台湾、ノルウェーなど世界13の国と地域でTOP 10にランクインした。
タイトル曲「Limitless」は英DAZED誌の「The 20 best K-Pop songs of 2017」に選定された。

## 収録曲
1. 無限的我(무한적아;Limitless) [4:07]
  - 作詞 ：KENZIE（英語版）
  - 作曲 ：KENZIE、Harvey Mason Jr.、Kevin Randolph、Dewain Whitmore、Patrick 'J. Que' Smith、Brittany Burton、Andrew Hey
  - 編曲 ：KENZIE

中毒性の強いアーバンR&Bジャンルのタイトル曲。歌詞はNCTのアイデンティティである「無限開放性、無限拡張性」をテーマにしている[8]。
2. Good Thing [3:40]
  - 作詞 ：제이큐(JQ)、현지원、TAEYONG、MARK
  - 作曲 ：Justin Gray、Steve Daly、T. Coles Decarlo
  - 編曲 ：Justin Gray、Steve Daly

「都市の日常の世知辛さから抜け出し、音楽を通じて周りのすべてのものと一緒に溶け込んで楽しもう」という内容[9]。
3. Back 2 U(AM 01:27) [3:55]
  - 作詞 ：1월 8일、서민지、TAEYONG
  - 作曲 ：Stereotypes、August Rigo、PRISM FILTER
  - 編曲 ：Stereotypes、August Rigo、PRISM FILTER
4. 롤러코스터（ローラーコースター）(Heartbreaker) [3:15]
  - 作詞 ：황지원 (Jam Factory)
  - 作曲 ：Coach & Sendo、Jantine Annika Heij、Cimo Frankel、Rik Annema
  - 編曲 ：Coach & Sendo

片想いをしている女性のジェットコースターのような感情の変化を10代の観点でユニークに表現したEDM POPジャンルの楽曲[9]。
5. Baby Don't Like It（나쁜 짓）（悪いこと） [2:40]
  - 作詞 ：TAEYONG、MARK、지소울 (GSoul)
  - 作曲 ：Jamil 'Digi' Chammas、지소울 (GSoul)、TAEYONG、MARK、Tay Jasper、MZMC、Jonathan Perkins
  - 編曲 ：Jamil 'Digi' Chammas、Jonathan Perkins

致命的な魅力を持つ女性に溺れたときに感じる感情を「悪いこと」に中毒になる過程に例えたヒップホップナンバー[9]。
Squeaking Bed Sampleの効果音が用いられている[10]。
6. Angel [4:10]
  - 作詞 ：케빈오빠、TAEYONG、MARK
  - 作曲 ：케빈오빠、청담동박건우

男性が一目惚れするシーンを茶目っ気たっぷりに甘く解釈したミディアムテンポのラブソング[9][11]。